# لاري بيثيا
لاري بيثيا (بالإنجليزية: Larry Bethea)‏ هو لاعب كرة قدم أمريكية أمريكي، ولد في 21 يوليو 1956 في فلورنس في الولايات المتحدة، وتوفي في 24 أبريل 1987 في هامبتون في الولايات المتحدة.

## وصلات خارجية
- لاري بيثيا على موقع مرجع كرة القدم المحترفة.كوم (الإنجليزية)